# Maffei I
Maffei I es una galaxia elíptica gigantesca en la constelación de Casiopea. Anteriormente se creía que era miembro del Grupo Local de galaxias, aunque ahora se sabe que pertenece a su propio grupo, el Grupo IC 342/Maffei. Ha sido nombrada en honor a su descubridor Paolo Maffei, quien la descubrió junto a la vecina Maffei II en 1967 a través de sus emisiones infrarrojas.
Maffei I es una galaxia del tipo elíptica ligeramente aplanada. Tiene una forma de caja y está compuesta principalmente por estrellas antiguas con una metalicidad alta. Tiene un núcleo pequeño azulado en el que se siguen formando estrellas. Al igual que todas las elípticas grandes contiene una población significativa de cúmulos globulares. Maffei I se sitúa a una distancia estimada de 3 a 4 megapársecs de la Vía Láctea y podría tratarse de la galaxia elíptica gigante más cercana.
Maffei I se encuentra en la Zona de evasión y está oscurecida fuertemente por el polvo y las estrellas de la Vía Láctea. Si no estuviera oscurecida, sería una de las galaxias más grandes (alrededor de unos tres cuartos del tamaño de la luna llena), brillantes y más notorias del cielo. Puede observarse usando un telescopio de 30 a 35 centímetros o más grande bajo un cielo muy oscuro.

## Descubrimiento
El astrónomo italiano Paolo Maffei fue uno de los pioneros en la astronomía infrarroja, quien en los años 1950 y 1960 utilizó emulsiones Eastman I-N estándar hipersensibilizadas químicamente  con el propósito de obtener imágenes de alta calidad de cuerpos celestes en la región infrarroja cercana del espectro (la banda I, de 680 a 880 nm). Para lograr la hipersensibilización las sumergió en una solución de 5% de amoníaco por 3 a 5 minutos. Este procedimiento aumentaba la sensibilidad en un orden de magnitud. Entre 1957 y 1967 Maffei observó con esta técnica muchos cuerpos celestes, entre ellos cúmulos globulares y nebulosas planetarias. Algunos de esos cuerpos celestes no eran visibles en lo absoluto en placas sensibles de luz azul (250 a 500 nm).
La galaxia Maffei I ha sido descubierta con una placa fotográfica I-N hipersensibilizada expuesta el 29 de septiembre de 1967 con el telescopio Schmidt en el Observatorio astrofísico Asiago. Maffei encontró a Maffei I junto con su galaxia compañera Maffei II mientras estaba buscando nebulosas difusas y estrellas T Tauri. El objeto tenía un tamaño aparente de hasta 50″ en el infrarrojo cercano pero no era visible en la placa correspondiente sensible a la luz azul. Su espectro carecía de cualquier línea de emisión o absorción. Posteriormente se demostró también que tenía silencio de radio. En 1970, Hyron Spinrad sugirió que Maffei I era una galaxia elíptica gigante vecina altamente oscurecida. Maffei I estaría entre las diez galaxias más brillantes en los cielos del hemisferio norte si no estuviera situada detrás de la Vía Láctea.

## Distancia
Maffei I se encuentra a tan solo 0,55° del plano galáctico en medio de la zona de evasión y experimenta alrededor de 4,7 de magnitud de extinción en la luz visible (un factor de aproximadamente 1/70). Además de la extinción, la observación de Maffei I se ve aún más obstruida por el hecho de que está cubierta por una inmensa cantidad de estrellas débiles de la Vía Láctea, que pueden ser confundidas como si fueran propias de Maffei I. Como resultado, determinar su distancia ha sido especialmente difícil.
En 1971, inmediatamente después de su descubrimiento, Hyron Spinrad estimó la distancia de Maffei I a aproximadamente 1 megapársec (Mpc), lo que la ubicaría dentro del Grupo Local de galaxias. En 1983 esta estimación fue reconsiderada a 2,1+1,3
−0,8 Mpc por Ronald Buta y Marshall McCall utilizando la relación general entre la luminosidad y la velocidad de dispersión de las galaxias elípticas. Aquella distancia pone a Maffei I afuera del Grupo Local, aunque lo suficientemente cerca como para haber tenido influencia sobre este en el pasado.
En 1993 Gerard Lupino y John Tonry usaron las fluctuaciones de brillo en la superficie para obtener una nueva estimación de la distancia de Maffei I a unos 4,15 ± 0,5 Mpc. Posteriormente en el 2001, Tim Davidge y Sidney van den Bergh usaron óptica adaptativa para observar a las estrellas más brillantes de la rama asintótica gigante de Maffei I y concluyeron que se ubica a una distancia de 4,4+0,6
−0,5 Mpc del Sol. La última estimación de la distancia de Maffei I —basada en la relación recalculada entre la luminosidad y la velocidad de dispersión para las galaxias elípticas y la extinción actualizada— es de 2,85 ± 0,36 Mpc.
La distancias más grandes de 3 o más Mpc estimadas en los últimos 20 años implicarían que Maffei I nunca habría estado lo suficientemente cerca del Grupo Local como para influenciar su dinámica de forma significativa.
Maffei I se aleja del Sol a una velocidad de aproximadamente 66 km/s. Sin embargo, su velocidad relativa al centro de masa del Grupo Local es de 297 km/s. Eso significa que Maffei I participa en la expansión del universo.

## Características físicas

### Forma y tamaño

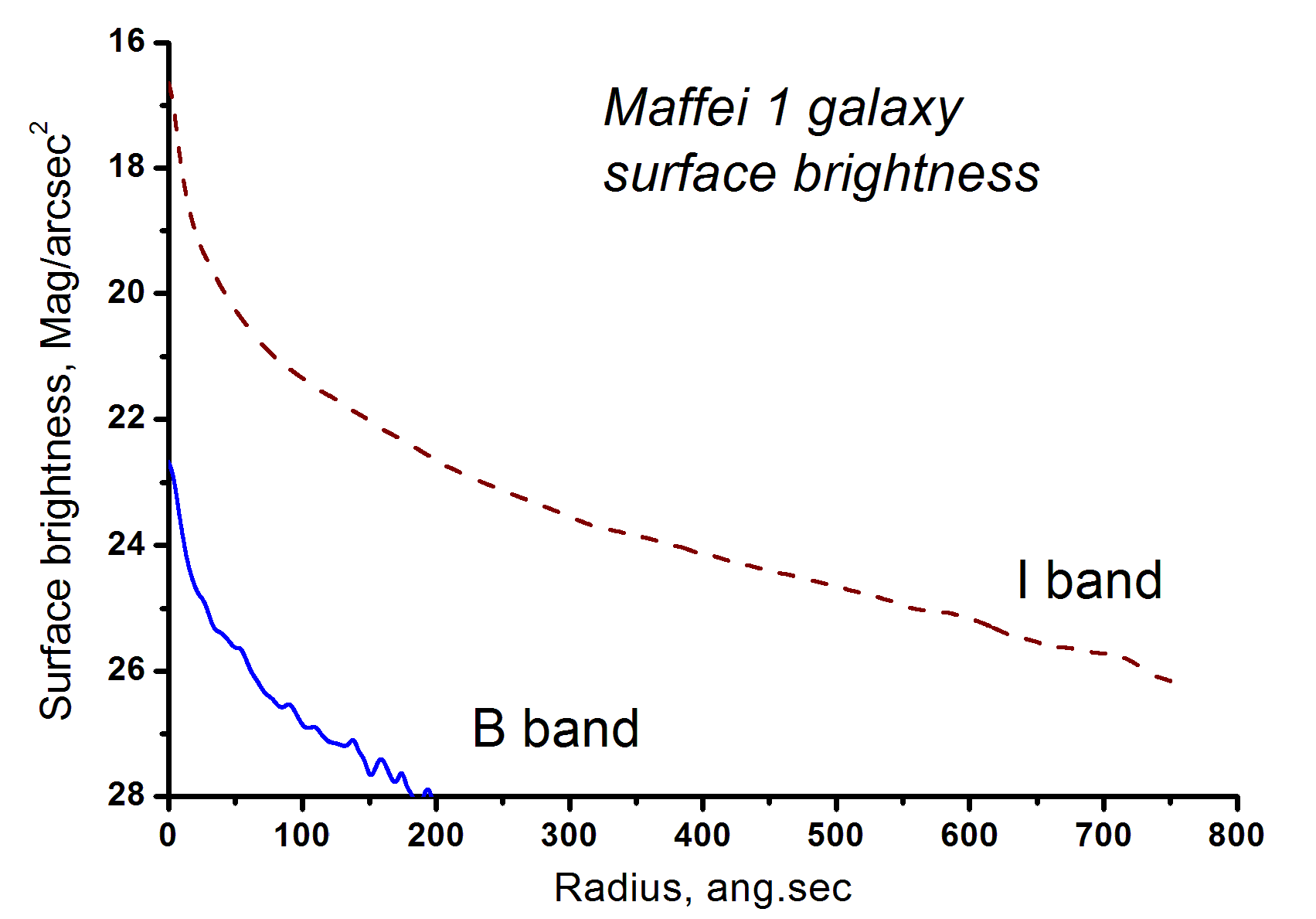
El perfil de brillo superficial de Maffei I en luz azul (banda B) e infrarrojo cercano (banda I).

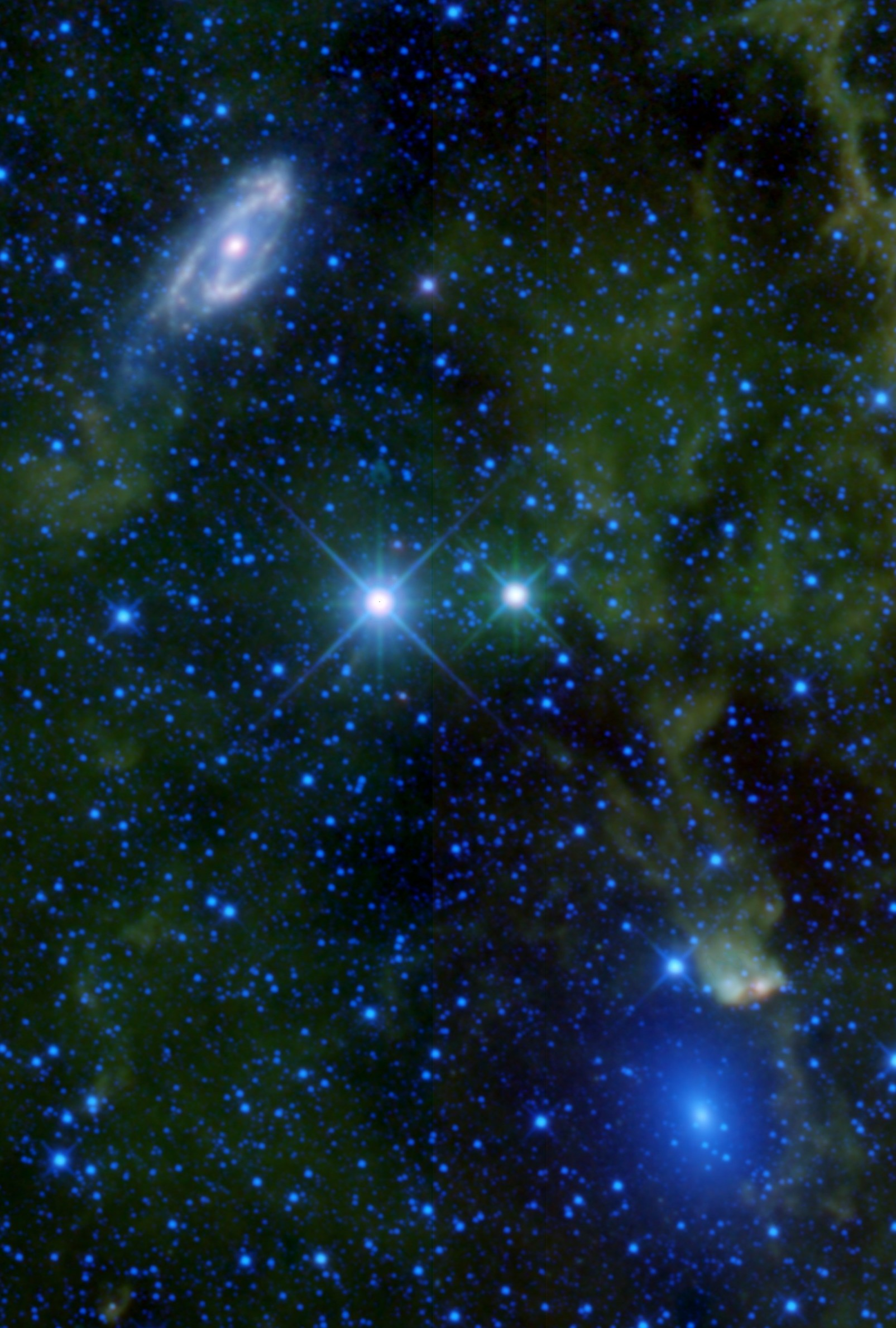
Maffei I es el objeto elíptico azulado cerca de la esquina inferior derecha.

Maffei I es una galaxia elíptica gigante clasificada como de tipo E3 en la clasificación de la secuencia de Hubble de tipos de galaxias, lo que significa que está aplanada ligeramente y su semieje menor es el 70% de su semieje mayor. Maffei I tiene una forma de caja (clase E(b)3), en tanto que su región central —con un radio aproximado de 34 pc— es deficiente en emisión de luz en comparación con la ley r1/4, lo cual significa que Maffei I es una galaxia elíptica típica. Tanto la forma de caja como la presencia de un núcleo de baja iluminación son típicos de galaxias elípticas intermedias y gigantes.
Las dimensiones aparentes de Maffei I dependen fundamentalmente de la longitud de onda de la luz debido al oscurecimiento importante por la Vía Láctea. En la luz azul va desde 1' a 2' mientras que en el infrarrojo cercano su eje mayor alcanza los 23' —más de 3/4 del diámetro de la luna—. En una distancia de 3 Mpc esto corresponde a aproximadamente 23 kpc. La magnitud absoluta total visible de Maffei I —MV=-20,8— es comparable a la de la Vía Láctea.

### Núcleo
Maffei I posee un núcleo pequeño azul en su centro de aproximadamente 1,2 pc de ancho. Contiene alrededor de 29 masas solares de hidrógeno ionizado, lo cual significa que ha tenido una formación de estrellas recientemente. No hay signos de un núcleo galáctico activo en el centro de Maffei I. La emisión de rayos X del centro es extensa y probablemente provenga de varias fuentes estelares.

### Estrellas y cúmulo estelar
Maffei I está compuesto principalmente de estrellas antiguas ricas en metales de más de 10 mil millones de años de edad. Se espera que —como una galaxia elíptica gigante— Maffei I contenga una población significativa de cúmulos globulares (aproximadamente 1100). Sin embargo, debido a la gran absorción que tiene lugar, las observaciones realizadas en tierra durante mucho tiempo no tuvieron éxito en identificar algunos de estos. Las observaciones realizadas por el Telescopio espacial Hubble en el año 2000 revelaron unos veinte candidatos de cúmulos globulares en la región central de la galaxia. Las observaciones infrarrojas posteriores de telescopios en tierra también encontraron una población de candidatos de cúmulos globulares brillantes.

## Pertenencia al grupo de galaxias IC 342/Maffei
Maffei I es el miembro principal de un grupo de galaxias cercano. Los otros miembros del grupo son las galaxias espiral gigantes IC 342 y Maffei II. Maffei I también tiene una galaxia espiral pequeña satélite Dwingeloo I así como  una serie de otras satélites enanas como MB1. El grupo IC342/Maffei es uno de los grupos de galaxias más cercanos a la Vía Láctea.